# دورة فرنسا المفتوحة 1980
قائمة بطولات دورة رولان غاروس لعام 1980:

## الكبار

### فردي رجال
بورن بورغ هزم  فيتاس غيرويلايتس، النتيجة:6-4, 6-1, 6-2

### فردي سيدات
كريس إيفرت لايدول هزمت  فيرجينيا روزايسي، النتيجة:6-0, 6-3

### زوجي رجال
فيكتور أمايا و هانك بيفايستر هزما  براين غوتفرايد و راؤل راميريز، النتيجة:1-6, 6-4, 6-4, 6-3

### زوجي سيدات
كاثي جوردن و أن سميث هزمتا  إيفانا مادروغا و أدريانا فيلاغران، النتيجة:6-1, 6-0

### زوجي مختلط
أن سميث و بيلي مارتن هزما  ريناتا تومانوفا و ستانيسلاف بايرنر، النتيجة:2-6, 6-4, 8-6